# 信修中學
信修中學創校于1922年。早期為女子私校。創立人為潘靜修女仕/ 女史。楊鐵夫之弟子。1938年仍健在。後因為日本侵華，三年零八個月走散，遍尋不獲，始由親妹（適當時剛畢業於師範大學）潘影鴻女仕接任直至搬到荃灣時代。
1972年全校搬到荃灣街市街。當時學校規模不小，有完整的中學級別，也有天台作為“運動場”上體育課，比當時同處荃灣的另一所左派學校（只開設至中三課程，要行路到沙嘴道運動場上體育課）更優勝。1979年中完成1978-1979學年後便結業。學生被安排轉到香島中學繼續學業。部份老師轉職中資銀行。